# 吉列爾莫·卡尼亞斯
吉列爾莫·卡尼亞斯（西班牙語：Guillermo Cañas，1977年11月25日—），阿根廷職業網球運動員（1995年－）。
ATP世界排名最高曾經來到第8的卡尼亞斯，於2005年由於藥檢未過，坐了15個月的球監。2006年底球監結束之後，剛開始的幾個賽事皆需從會外賽打起，2007年時面對世界排名前十的好手，戰績為3勝0敗。在3月11日於印第安韦尔斯公开赛，爆出大冷門終結費德勒當時驚人的41戰連勝紀錄，3月29日於邁阿密比斯坎角舉行的迈阿密大师賽男單第四輪再次擊敗費德勒。

## 外部連結
- 吉列爾莫·卡尼亞斯（英文/西班牙文）的官方資料
- 吉列爾莫·卡尼亞斯的國際網球總會 職業／青少年 官方資料（英文）
- 吉列爾莫·卡尼亞斯的官方資料（英文）
- 非官方網站（页面存档备份，存于）（英文）